# Tomaszówki Górne

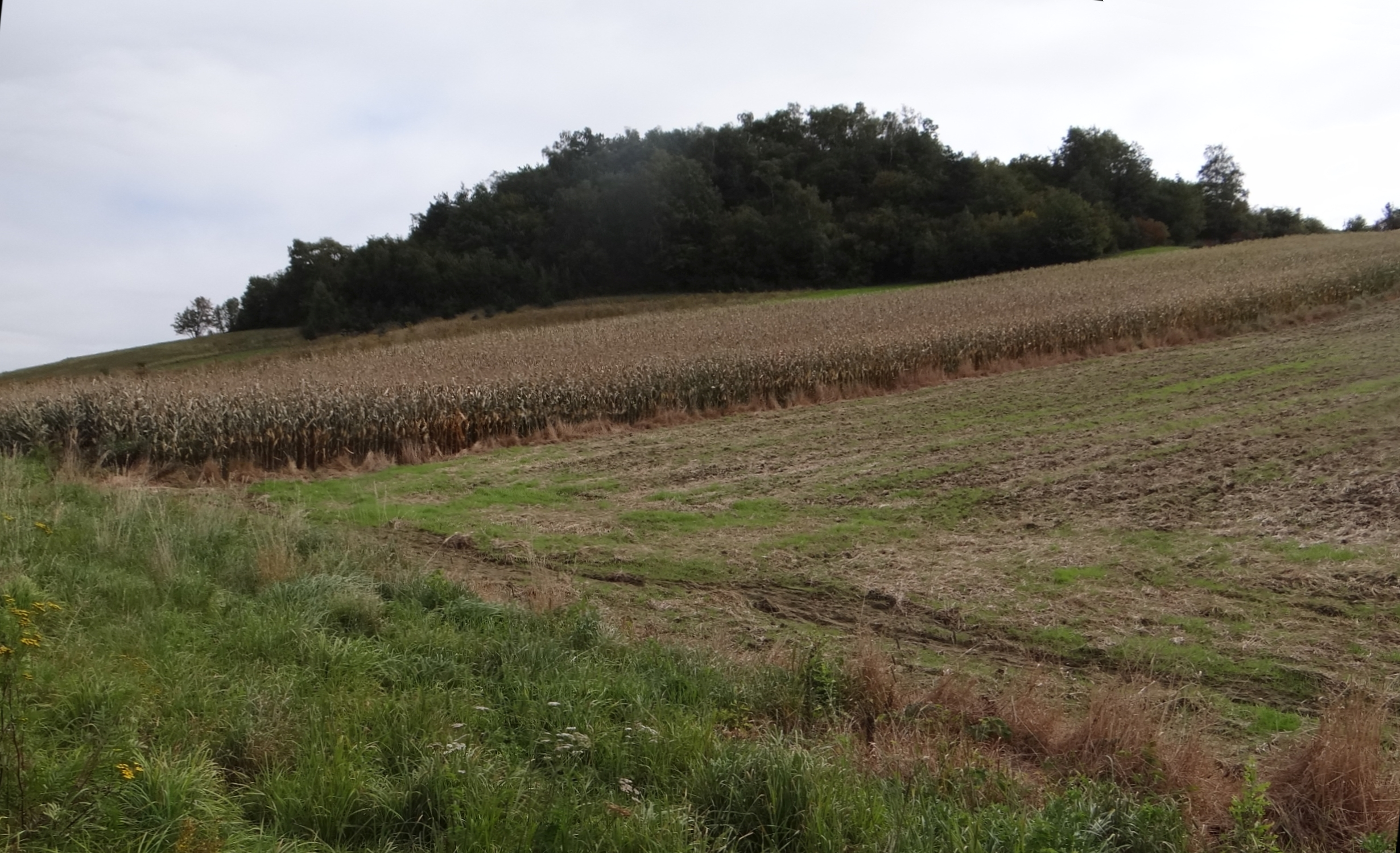

Tomaszówki Górne (470 m) – porośnięty lasem pagór i skała w miejscowości Bębło w województwie małopolskim, w powiecie krakowskim, w gminie Wielka Wieś na Wyżynie Olkuskiej. Znajduje się w odległości około 600 m na południowy zachód od drogi krajowej nr 94. Wznosi się wśród pól uprawnych w lewych zboczach górnej części Doliny Będkowskiej na wysokość około 30 m nad dnem doliny. Na wzniesieniu znajdują się wapienne skały, a w nich Jaskinia na Tomaszówkach Górnych (długość 30 m) i Jaskinia Mała na Tomaszówkach Górnych (długość 8 m).